# 医薬分業
医薬分業（いやくぶんぎょう）とは、患者の診察、薬剤の処方を医師または歯科医師が行い、医師・歯科医師の処方箋に基づいて、調剤や薬歴管理、服薬指導を経営的に独立した存在である薬剤師が行う形で、それぞれの専門性を発揮して医療の質の向上を図ろうとする制度。医師が経営する病院・診療所と、薬剤師が経営する薬局が独立した存在であるもの（院外処方）を医薬分業と言い、院内処方などは医薬分業ではないとされる。

## 歴史上の医薬分業
西洋では、国王などの権力者などが、陰謀に加担する医師によって毒殺されることを恐れていた。これを防ぐために神聖ローマ帝国のフリードリヒ2世が、病気を診察するあるいは死亡診断書を書く者（医師）と、薬を厳しく管理する者（薬剤師）を分けたことに由来する。明文化されたのは1240年に制定された5ヵ条の法律であり、医師と薬剤師の人的、物理的分離、医師が薬局を所有することの禁止などの条項が定められた。また薬剤師が専売的に薬の供給を司ることで東洋からの生薬の供給や税増収への効果もあったとされる。
医師と薬剤師の役割を分け薬局と病院の経営を分けることで、不適切薬を排除、不正の防止、過剰投薬等を抑制、二重チェック等の実施で薬物治療が社会と個人にとってより有益になるようにしたのがこの医薬分業の仕組みである。
医薬分業制度により、欧州の薬剤師は医薬品の独占的な販売権や調剤権を国家から認められることと引き換えに、
- いつでも、どこでも必要な薬を安定的に国民に供給する責任
- 薬の副作用、相互作用、過剰投与などの危険から国民を保護
- 薬についての完全な把握
- 薬の厳格な管理
- よりよい薬の研究、開発、製造
- 偽薬の排除
- 規格書（薬局方）の作成と開示
- 価格の不当な高騰の抑制

などの役割を果たしてきた。

## 現代の医薬分業
医薬分業は先進国では現在も一般的な制度として浸透しており、医師と薬剤師の業務は厳格に分けられている。
また、時代とともに薬局の薬剤師に求められる仕事も移り変わりつつある。
薬物療法を通して人々の生活の質を上げることを使命とし、歴史上の役割だけでなく、
- 地域の中の保健担当者として健康と生活を守る。
- 健康に関する相談に乗り適切な医薬品提案によりセルフメディケーションに寄与する。
- 一般用医薬品の選択を適切に支援する。
- 薬物療法に関して薬剤師の立場で評価し監査を行う。
- 薬物療法が適切に行われるよう情報を患者に伝える。
- 薬物療法の管理を行う。
- 在宅で療養する患者の薬学的ケアを担う。

などの役割を担っている。

## 各国の医薬分業

### ドイツ
ドイツの医薬分業の歴史は長く、医師には調剤権はなく薬剤師にのみ調剤権がある。医師は薬局を所有できず、共同経営者にもなれない。病院の薬剤部は院内処方のみに対応し外来患者の処方箋は全て院外に発行され、完全な医薬分業になっている。また薬局に関しては開設者は薬剤師でなければならない。他資本による開局を認めない。支店の開設は2004年に解禁されたが、3支店までに限定されているなどの規制がある。

### アメリカ
アメリカでは医師自身が薬品を直接販売する行為は法律で禁じられている。患者は院外の薬局で薬を買うが、医師あるいは医療機関が特定の薬局を指定し誘導することも禁じられている。比較的大きな医療施設では施設内で薬を受け取ることのできる場所があることがある。アメリカでは、日本と違い処方箋を書くことによる医師の収入は全くない。1951年よりリフィル処方箋制度があり、慢性疾患で医師が診察したあと一定期間内であれば、薬局で薬剤師が患者の健康状態をチェックすることで薬を処方できる仕組みがある。

## 日本における導入
東洋では医薬分業の制度がなく、医者が薬を処方するだけではなく調剤もしていた。
日本でも1874年（明治7年）8月に、ドイツの医療制度を翻案して「医制」が公布された。近代的な西洋の医療制度を初めて導入し「医師たる者は自ら薬を鬻ぐ（ひさぐ、売るという意味）ことを禁ず」とされ、医師開業試験と薬舗開業試験が規定された。薬舗を開業するものは薬舗主とされ、これが日本の薬剤師の原形となった。
1872年、日本で初めて西洋風の医薬分業型の薬局として資生堂が福原有信によって銀座に設立された。1885年には日本薬学会の前身である東京薬学会で、ドイツに留学していた長井長義が「日本では医学と薬学が密着して離れない。民間では薬の代価と診察料の違いを理解できず、薬の代価が診察への謝礼そのものの性質を持っていると誤解している。ヨーロッパでは薬学は一大専門学である。そのため、薬の専門家でない医師がそれを理解できないのは当然であり、国民もそのことを認めている。薬学そのものの進歩のために努力すると同時に、このような困った習慣を正すのは我々薬学者の義務である」と演説し、薬剤師養成と医薬分業の重要性を解いた。1889年（明治22年）には薬品営業並薬品取扱規則（薬律）が公布され、「薬舗」は薬局、「薬舗主」は薬剤師と定義された。しかしこの規制は特例として医師の調剤を認めたことから形骸化された。
日本が太平洋戦争に敗北すると、連合国軍最高司令官総司令部は医薬分業に乗り出した。日本医師会は厚生省を巻き込んで抵抗する姿勢を示したが、公衆衛生福祉局長のクロフォード・F・サムスは、1950年5月26日付けで、林譲治厚生大臣に質問状を突きつけ、さらに日本医師会へ質問状を配布するなど外堀を埋めにかかった。最終的には、総司令部指令により海外では主流である医薬分業が薬事法が改正され導入された（1951年の「医師法、歯科医師法及び薬事法の一部を改正する法律」（俗にいう「医薬分業法」）制定及び1956年の同法改正）。
政府は、医師・歯科医師・獣医師による調剤を禁止して完全な医薬分業へ移行しようとしたが、医薬分業に反対する日本医師会が各地で保険医を脱退する戦術をとり、医療現場が大混乱に陥った。このため従来の既得権を保持するために、調剤については「医師・歯科医師・獣医師が、特別の理由があり、自己の処方箋により自らするときを除き」という但し書きが追加され（薬剤師法19条柱書但書）、昭和50年代後半までは事実上骨抜きになっていた。
高度化した現代医療において、医師等処方する者のみでは薬についての把握がとても難しく、薬剤師の専門性が必要であった。だが、「薬は原価が10%で利益が90%だ」という意味で「薬九層倍（くすりくそうばい）」とも揶揄された時代（ただし製薬企業は15年以上の時間の機会費用と、200億円以上の多額の開発費用を投資している）、医療機関が投薬で利益を得る「薬漬け医療」が蔓延したことも、医薬分業が伸展しなかった理由の一つにあげられる。厚生省（現：厚生労働省）はそのような状況を打開するために薬価改定を行い、薬で利益が出ない仕組みに組み替えると同時に、1990年代よりは病院、診療所内で薬を調剤するよりも、院外処方箋を発行する価格を数倍高く設定するなどの利益誘導による医薬分業を図った。その結果、日本でも調剤薬局が増加し医薬分業が伸展してきた。しかし、欧州の本来的な医薬分業制度の普及にはまだ程遠い現状である。
2015年5月21日には、厚生労働省は、複数の医療機関から処方された薬をまとめて管理し、セルフメディケーションに寄与する「かかりつけ薬局」へ転換することを促進するの目的で、病院の近隣にあり調剤しか行わない、いわゆる「門前薬局」に対しては2016年度から診療報酬を減らすことを決めた。
これを受けて2015年10月23日、厚生労働省から次世代の日本における薬局のビジョンである「患者のための薬局ビジョン」～「門前」から「かかりつけ」、そして「地域」へ～ が発表された。このビジョンは医薬分業の原点に立ち返り、現在の薬局を患者本位のかかりつけ薬局に再編するために策定され、患者本位の医薬分業の実現に向けて、服薬情報の一元的・継続的把握とそれに基づく薬学的管理・指導、24時間対応・在宅対応、医療機関等との連携など、かかりつけ薬剤師・薬局の今後の姿を明らかにするとともに、中長期的視野に立って、かかりつけ薬局への再編の道筋を示すものである。

### 薬局の飽和状態による変化
利益誘導により、医薬分業が伸展していた時代、医療機関が新規開業をすると、その隣に薬局もできる風景がよくみられた（門前薬局）。しかし、一部地域では薬局数が飽和し、患者が薬局を選択するようになってきた。
本来の医薬分業を達成するためには、街中の薬局が処方箋を受ける面分業であることが望ましい。日本で導入された不完全な分業で医薬分業の当初のメリットであった「早く正確に綺麗に」調剤することは、そもそも医薬分業先進国である欧米でにおいては、調剤は調剤助手が行う仕事であり、機械化することが十分可能である。
そのため調剤薬局は、薬剤師の専門性を発揮し患者に対する新たなサービスに取り組み、新たな差別化を図ることが薬局の課題となっている。複数の病院・診療所から調剤される薬の組み合わせなどを管理する「かかりつけ薬局」としてのアピールはもちろん、先取性のある薬局では栄養士を配置してより専門的な栄養指導を行ったり、リフレクソロジー業と提携して簡易な理学療法を紹介できる体制をとったり、介護分野において在宅薬学管理指導を行うなど薬局の機能の充実を図っている。
また、調剤薬局では患者の医療の安全性を上げるため、お薬手帳を配布し処方調剤内容を記載している。1回の記載に付き1割負担の場合は10円、2割負担で20円、3割負担で40円負担金が安くなる（2020年4月からどの薬局においても適用、かつては調剤基本料によっては負担金に影響が出ない場合もあった）。糖尿病患者が路上で倒れた場合、お薬手帳を持っていることで、服用している薬から低血糖と判断され、グルコースの投与により延命に繋がったり、東日本大震災や平成28年熊本地震などの被災地では、お薬手帳を持っている患者は、どの薬を服用しているのかをボランティア医療スタッフに伝えることで、スムーズにボランティア医師より処方を受けることが出来たりするという利点がある。さらに、発売から1年以上を経過した薬剤については、15日以上の長期処方が可能な薬剤が向精神薬を含め増えつつある。
米国など欧米の多くの国では、リフィル処方箋という処方制度で、14日分を数回調剤が可能である。日本ではそれに似た制度として「分割調剤制度」があるが、薬剤師が薬物治療のマネジメントを行う、本来のリフィル処方箋とは異なるものである。

### 問題点と今後の展開

#### 薬剤師の専門性の問題
日本では医薬分業が浸透し始めたばかりであり、諸外国に見られるような薬剤師の専門性のレベルに満たない薬剤師も多く、薬剤師の高度な専門性の向上は急務であると言える。このため2006年より薬剤師の免許を取得するためには6年制課程の薬学部修了が必須とされた。薬局の現場においても、今後は旧課程で免許を取得した薬剤師や各専門分野や最新の知識を取得するための卒後研修を充実させるなど専門性の向上に努める必要がある。

#### 他医療職との関係
長らく医薬分業をとってこなかったため、医療職の中でも医薬分業を理解していないケースが多々ある。薬剤師の専門性向上とともに認知度を広める必要がある。また医師等が条件付きでの調剤が現時点でも認められていたり、麻薬管理者の資格が取得できたりと完全分業とは言えない状況であり欧米のように医師と薬剤師、他の医療職との業務の線引き（ファイアウォールによって人事を当局が規制すること）が必要である。

#### 面分業への転換
医薬分業を果たすのであれば、門前薬局ではなく面分業のかかりつけ薬局の形態が望ましいとされる。欧米諸国の例を見ればアメリカは調剤薬局を併設したドラッグストアが医薬分業を担っており、州によっては薬局で予防接種を受けることが可能である。ドイツでは一般用医薬品や雑貨も取り揃えた薬局が医薬分業を担っている。

#### IT化による課題
薬局チェーンは情報技術がないと機能しないといわれる。目覚しく進化する情報技術（IT）によって、医薬分業の姿は刻々と変わりつつある。個人番号を医療の分野にも導入することが検討されている。

#### 医療費高騰の問題
厚生労働省は、医薬分業の観点で「薬漬け医療」を改め、適切な医療で医療費の抑制を図ろうとしてきたが、保険調剤に支払われる保険金額は年々増加し、その効果が疑問視されている。背景には国が推進したい医療政策ほど診療報酬がつくような日本特有の保険制度の問題もあり保険制度の問題は本来の医薬分業の問題とは分けて考える必要もある。院内処方に戻せば患者負担が安くなるという意見は現状院外に保険の点数が高く設定されているだけで院内処方に戻せば保険の点数が院内に高く設定される可能性もあり、院内に戻せば安くなるとは限らないので注意が必要である。また医療費削減について現在の日本の医療制度では海外と比べて薬剤師の介入できる機会が限られており医療費を削減するためには薬剤師による医師への監査などの本格的な介入が必要という意見もある。実際近年の研究では医薬分業が進んでいる地域ほど、院外処方における１日あたりの全薬剤費は減少するという研究もある。

## メリットとデメリット
医薬分業によって、患者あるいは患者の家族が受けるメリットとデメリットを例示する。

### メリット
- 薬局を選択することで患者が分散するので薬をもらうまで時間短縮になる[1]。
- 病院、診療所で薬の出来上がりを待つことなく、都合のよい場所にある薬局で都合のよい時刻に薬を受け取ることが可能である。
- 自分の好みに合わせて薬局を選択することができる（選択肢の多様化）。
- 処方箋を患者に交付することで患者自身が服用している薬について知ることができる[16]。
- 医師より薬についてより広い知識を持っている薬剤師によって、処方されている薬の内容、投与方法、投与量、薬の相互作用などについて二重のチェックが行われることが期待できる[16]。
- 処方する医師が薬を処方するほど、病院、診療所が儲かるという仕組みをなくすことができるため、不必要な薬の処方を防ぐことができる（薬漬け治療の抑制）。
- 病院の在庫を気にすることなく医師は処方することができる[16]。
- 後発薬が存在する成分薬が処方されている場合、院内処方をしている病院・診療所の医師の大半が後発薬ではなく新薬名で処方し、また院内薬局では後発薬を置いていないことが多いため、後発薬を取り扱う院外薬局の方が薬代は大幅に安くなり、院内薬局の3分の1以下の薬代で済むケースも存在する[注 1]。
- 入院患者においては外来患者を院外処方にすることで病院薬剤師を入院患者の薬学管理に充てることができるため、より専門的な薬物療法のケアを受けることができる[16]。
- 在宅医療や介護を受ける患者は地域の薬局から薬学的なケアを受けることができる。
- 薬の効果、副作用用法用量などについて薬剤師が処方した医師と連携して患者に説明することに加え、服薬上の問題があるか、問題解決するためには何が必要か患者と共に考えることでアドヒアランスを良好に維持する[16]。
- 処方、調剤の責任体系が明確になる[1]。

今後欧米並みの制度が導入された場合のメリットを示す。
- リフィル処方箋制度が導入されれば、慢性的な疾患に関して病院、診療所に頻繁に通うことなく、かかりつけの薬局薬剤師の管理のもと薬物治療が受けられる。
- 薬局に設けられた相談室で時間を掛けて薬に関して相談することができる。

### デメリット
- 従来であれば、診察の後、院内で薬を受け取ることができ、用件を一か所で済ませることができたが、医薬分業の場合、病院、診療所から薬局まで移動しなくてはならず[16]、患者や家族にとっては負担となる。
- 料金の支払いが2ヶ所になるため、現行の保険制度上患者の自己負担が増える[16]。

現在の不完全な医薬分業のデメリットを示す。
- 薬剤師の専門性に薬局間で差がある[16]。
- 院内処方が可能であるが院内処方の診療所では薬剤師を雇う事が難しいため無資格調剤が行われる場合がある[17]。
- 多くの病院・診療所を受け付ける体制（面分業）になっていない薬局では、薬の在庫が少なく処方薬をすぐに揃えられないため、全て揃うまでに時間が掛かる場合がある。
- 病院や診療所の中に薬の在庫がないため、休日や時間外診療を行った際に対応できる薬局は少ない[16]（ただし、時間外診療に関しては、病院職員の努力や地域薬剤師会・調剤薬局の協力により、医薬分業を行っていても対応できている所が多々ある）。

以上のようなデメリットから、井上晃宏のように医薬分業制度を批判し、廃止を求める医療識者も存在する。